# Arizonerpeton wellsi
L'arizonerpeton (Arizonerpeton wellsi) è un anfibio estinto, appartenente ai nectridei. Visse nel Carbonifero superiore (circa 314 - 311 milioni di anni fa) e i suoi resti fossili sono stati ritrovati in Nordamerica.

## Descrizione e classificazione
I fossili di questo animale sono stati ritrovati nella formazione di Black Prince nelle montagne di Swisshelm in Arizona, risalente al Carbonifero superiore. Questo animale è noto solo grazie ad alcune vertebre di forma insolita, ed è quindi impossibile ricostruirne l'aspetto. Le vertebre erano simili a quelle dei nectridei, un gruppo di anfibi dotati di lunghe code, che comprendono anche il ben noto Diplocaulus. Come quelle di altri nectridei, le vertebre di Arizonerpeton possedevano un singolo corpo principale (pleurocentro) fuso a una spina neurale a forma di piastra, che si proiettava sulla superficie dorsale. Gli anelli rigonfi delle superfici frontali e posteriori del pleurocentro possedevano piccole strutture che potrebbero aver formato articolazioni "a linguetta e scanalatura" con altre vertebre. La "linguetta" si proiettava in avanti dall'anello frontale mentre la "scanalatura" era presente tra le due proiezioni dell'anello posteriore.
L'unica caratteristica chiara che permette di classificare questo animale come un nectrideo risiede nella presenza di due paia di zona articolari (zigapofisi) su ciascuna estremità delle vertebre. Le vertebre erano leggermente anficele (a forma di clessidra) se viste di lato, ed erano ricoperte da piccole fossette. Sul lato di ciascuna vertebra era presente un'estensione nota come processo traverso che spuntava perpendicolarmente, anche se occasionalmente era inclinata leggermente verso l'alto.
La caratteristica più insolita delle vertebre era data dal fatto che le spine neurali erano biforcute. Ciò significa che vi era un alto spazio tra le porzioni anteriore e posteriore di ogni spina neurale: questo fatto faceva sembrare che vi fossero due spine neurali unite alla base. Alcune vertebre che si ritiene fossero parte della regione sacrale erano dotate di spine neurali più corte rispetto alle vertebre dorsali, ed erano leggermente incurvate all'indietro. Una biforcazione meno estrema delle spine neurali si riscontra anche nel diplocaulide arcaico Diceratosaurus e in alcuni esemplari dell'urocordilide Ctenerpeton, altri due nectridei. Inoltre, le vertebre dotate di fossette sono abbastanza simili a quelle dei diplocaulidi; tuttavia, la biforcazione particolarmente profonda delle spine neurali e le articolazioni "a linguetta e scanalatura" erano caratteristiche uniche di Arizonerpeton, almeno tra i nectridei. A causa di queste caratteristiche, Arizonerpeton è considerato un Nectridea incertae sedis (Thayer, 1985).